# 영월 어라연
영월 어라연(寧越 魚羅淵)은 대한민국 강원특별자치도 영월군 영월읍 거운리에 있는, 하천지형이 다양하게 나타나는 천혜의 보고이다. 2004년 12월 7일 대한민국의 명승 제14호로 지정되었다.

## 개요
동강의 일부인 영월 어라연 지역은 하천지형이 다양하게 나타나는 천혜의 보고로서 한반도의 구조운동(융기)의 증거인 감입곡류하천이 전형적으로 나타나며 하식애(어라연 일대의 수직절벽), 협곡(어라연 계곡), 구하도(상·중·하선암), 소, 여울, 급류 등의 지형·하천 경관 및 하천, 암반, 산림지대 등으로 형성되어 있는 식생경관과 정선아리랑 등 문화적 요소가 어우러져 천혜의 아름다움을 형성하고 있는 곳이다.
식생경관은 다양하고 복합적으로 형성되어 있으며 강바닥 식생으로는 달뿌리풀이 우점종이며 그 외 엉겅퀴, 갈대, 패랭이, 쇠별꽃 등이 분포하고 하반림으로서 강가 경계부에는 원추리, 홑왕원추리, 덩굴딸기가 대군락을 이루고 목본으로서 갯버들, 키버들, 왕버들, 시무나무와 비술나무가 군락을 형성하고 있다. 산림식생으로서는 소나무군락이 높은 분포율을 나타내고 있으며 학술적 가치가 있는 식물군으로서 회양목 군락지 및 비술나무, 시무나무 등이 있고 암벽식생으로서 돌단풍, 부처손 등이 있다. 또한 어름치, 수달, 황조롱이, 원앙 등 천연기념물과 비오리 등 야생동물의 집단서식지로서 파악되고 있어 명승으로서의 가치를 더해 주고 있다.

## 안내문(안)
어라연은 물 반, 고기 반이라 할 만큼 고기가 많아 물고기 비늘이 비단결처럼 반짝인다고 해서 붙인 이름으로, 이 일대를 흐르는 동강을 어라연이라 한다.
어라연에는 조선 시대 초기에 큰 뱀이 살았다고 전한다. 덩치가 크고 기다란 이 뱀은 비늘이 무척 크며 머리에 귀가 두 개, 배에 발이 네 개나 달려 있었다고 한다. 소문을 들은 조정에서 관리를 보내 알아보게 했는데, 관리가 탄 배가 연못 가운데 이르자 갑자기 큰 뱀이 나타나 폭풍을 일으켜 배를 순식간에 집어삼켰다고 한다.
하루는 부근에 사는 정씨라는 사람이 바위에 걸터앉아 낚시를 하는데 갑자기 낚싯줄이 당겨지더니 물기둥이 솟구치고 큰 뱀이 나타나 정씨의 몸을 칭칭 감았다. 숨이 막혀 곧 죽을 판인 정씨 앞에 물속에서 황쏘가리 한 마리가 튀어 올라 톱날 같은 등지느러미로 뱀을 후려쳤다. 뱀은 피를 흘리며 물속으로 도망쳤고, 목숨을 구한 정씨는 부랴부랴 집으로 돌아가 가족에게 있었던 일을 자세히 들려주었다. 이 같은 일이 있고 나서부터 어라연 부근에 사는 정씨들은 황쏘가리를 먹지 않았다고 한다.
조선의 6대 왕 단종은 임금 자리에서 쫓겨나 영월로 유배를 왔다가 사약을 받고 세상을 떠났다. 그 후 단종이 태백산 산신령이 되려고 황쏘가리로 변해 남한강 상류로 거슬러 올라가다가 경치 좋은 어라연에서 머물다 갔다는 이야기도 전해 온다. 어라연 상류에 사는 문산리 사람들은 지금도 마을의 안녕과 풍년을 기원하며 단종의 혼령인 어라연 용왕을 모시는 용왕굿을 한다. 어라연 사람들은 뱀을 만나면 "황쏘가리"라고 크게 외치는데 그렇게 하면 뱀을 멀리 쫓을 수 있다고 믿는다.
어라연 일대는 경치가 매우 아름답고 어름치, 수달 같은 천연기념물을 비롯하여 다양한 야생 동식물이 많다.

## 참고 자료
- 영월 어라연 - 국가유산청 국가유산포털